# Llista de capítols de Neon Genesis Evangelion
|  | Aquest article tracta sobre els volums del manga. Vegeu-ne altres significats a «Llista d'episodis d'Evangelion». |

Neon Genesis Evangelion és una adaptació a manga de la sèrie d'anime homònima. Està dibuixat i escrit per Yoshiyuki Sadamoto, el col·laborador de Hideaki Anno en el disseny de personatges a l'anime.
Aquest manga és pràcticament una segona interpretació de la història. L'autor, en tenir la possibilitat de narrar la història en format manga, va optar per canviar diversos aspectes del desenvolupament. Va crear així gran quantitat d'escenes noves o molt diferents i fins i tot va donar explicacions més clares i directes a enigmes que a l'anime només es van poder inferir. Sadamoto afirma que el manga és la seva pròpia interpretació d'Evangelion, mentre que l'anime és la interpretació de Hideaki Anno.
El manga es va serialitzar a la revista Shōnen Ace de Kadokawa Shoten a partir de 1995, però es va posar en pausa fins al juliol de 2009 quan es va reprendre al primer número de la revista Young Ace de Kadokawa. La sèrie va concloure finalment al capítol 95, el juny de 2013. El manga es va compilar originalment en 14 volums tankobon.
A la conferència de Norma Editorial del Saló del Manga de Barcelona de 2022, van anunciar que començarien a publicar el manga en català a partir de 2023 en la seva edició col·leccionista. Finalment es va començar a publicar el 31 de març de 2023.

## Publicació

### Edició col·leccionista
| Núm. | Data de publicació en català | ISBN català       |
| --- | ---------------------------- | ----------------- |
| 1 | 31 de març de 2023           | 978-84-679-5993-2 |
| Torna Neon Genesis Evangelion, un dels mangues de culte més populars, però aquesta vegada ho fa en una fantàstica edició col·leccionista en català que els fans de la sèrie no podran deixar escapar. Aquesta revolucionària saga que va marcar un abans i un després en el seu gènere barreja ciència-ficció amb una disseccionada anàlisi de l’ànima humana que no deixa indiferent els lectors… |                              |                   |
| 2 | 9 de juny de 2023            | 978-84-679-5994-9 |
| Contra tot pronòstic en Shinji Ikari decideix tornar a NERV i, tot i que cada cop és més hàbil, també es mostra més reticent. Però l’atac d’un nou Àngel que es dirigeix a la caserna general de NERV captarà la seva atenció. L’aparició de l’Asuka revolucionarà l’equip i amb en Shinji i la Rei seran tres els pilots de l’EVA els qui protegiran la raça humana.                              |                              |                   |
| 3 | 10 de novembre de 2023       | 978-84-679-5995-6 |
| En aquest volum, en Shinji, la Rei i l'Asuka estan duent a terme un test de sincronització conjunta quan de sobte es queden a les fosques a la NERV. Secrets i veritats amagades sortiran a la llum i no deixaran indiferents als personatges. Els sentiments estan a flor de pell i l'aparició d’un nou pilot donarà un gir inesperat a la història...                                            |                              |                   |
| 4 | 2 de febrer de 2024          | 978-84-679-5996-3 |
| El fracàs del Quart Nen ha suposat un cop dur per a la NERV i tots els que hi confien per protegir la ciutat, i tota la humanitat, de l’atac d’aquests éssers monstruosos. Però en Kaji va descobrint que els atacs dels Àngels no són tan aleatoris o indiscriminats com sembla, sinó que el que de veritat pretenen es dur a terme una operació de rescat…                                       |                              |                   |
| 5 | 5 de desembre de 2024        | 978-84-679-5997-0 |
| Amb l’Asuka incapacitada per pujar a l’EVA, és necessari trobar un nou pilot per protegir els secrets de NERV. En Kaworu Nagisa entra en escena, pilotant amb mestratge, integrant-se en l’equip i sense esforç aparent, fins i tot fent-se amic d’en Shinji, que cada vegada està més confús amb la quantitat de secrets que descobreix…                                                          |                              |                   |
| 6 | 9 de maig de 2025            | 978-84-679-5998-7 |
| Els esdeveniments es precipiten en aquest penúltim volum d’aquesta magnífica edició de Neon Genesis Evangelion, on en Shinji té cada cop més problemes en trobar algú que l’ajudi a suportar la feixuga càrrega de ser un elegit. Tots semblen tenir interessos ocults, alguns alineats amb els interessos de la humanitat… i altres no.                                                           |                              |                   |